# Naoki Matsudo
Naoki Matsudo (松戸 直樹 Matsudo Naoki?) 25 de julio de 1973 en Chiba es un expiloto de motociclismo japonés, que corrió en el Mundial de motociclismo. Matusdo realizó su debut en Japan en 1997 con el equipo Yamaha y ahora trabaja para Kawasaki.

## Biografía
En el 2000 completó su primera temporada en 250cc, acabando em décima posición. En 2001 acabó noveno con 112 puntos. En 2002 fichó el equipo Yamaha Kurz, acabando la tempoera en décma posición con 92 puntos. Permaenció en el mismo equipo durante unos cuantos años. En 2005 debutó en MotoGP, participó en el Gran Premio de Japón con una wild card con Kawasaki Moriwaki. A partir de ahí, trabajó como piloto probador para Kawasaki.

#### Carreras por Año
| Año  | Cat.   | Moto     | 1      | 2      | 3       | 4       | 5      | 6      | 7       | 8      | 9       | 10     | 11      | 12      | 13      | 14     | 15      | 16     | 17    | Pts. | Pos. |
| ---- | ------ | -------- | ------ | ------ | ------- | ------- | ------ | ------ | ------- | ------ | ------- | ------ | ------- | ------- | ------- | ------ | ------- | ------ | ----- | ---- | ---- |
| 1997 | 250cc  | Yamaha   | MAL -  | JPN 10 | ESP -   | ITA -   | AUT -  | FRA -  | NED -   | IMO -  | GER -   | BRA -  | GBR -   | CZE -   | CAT -   | INA -  | AUS -   |        |       | 6    | 28.º |
| 1998 | 250cc  | Yamaha   | JPN 3  | MAL -  | ESP -   | ITA -   | FRA -  | MAD -  | NED -   | GBR -  | GER -   | CZE -  | IMO -   | CAT -   | AUS -   | ARG -  |         |        |       | 16   | 23.º |
| 1999 | 250cc  | Yamaha   | MAL 8  | JPN 11 | ESP -   | FRA -   | ITA -  | CAT 8  | NED DNS | GBR -  | GER -   | CZE -  | IMO -   | VAL -   | AUS -   | RSA -  | BRA -   | ARG -  |       | 21   | 19.º |
| 2000 | 250cc  | Yamaha   | RSA 10 | MAL 11 | JPN DSQ | ESP Ret | FRA 7  | ITA 8  | CAT 8   | NED 5  | GBR 3   | GER 14 | CZE 11  | POR Ret | VAL 15  | BRA 12 | PAC 16  | AUS 12 |       | 79   | 10.º |
| 2001 | 500cc  | Yamaha   | JPN 4  | RSA 9  | ESP 12  | FRA Ret | ITA 12 | CAT 10 | NED 19  | GBR 5  | GER 8   | CZE 9  | POR 6   | VAL 6   | PAC 7   | AUS 9  | MAL 7   | BRA 9  |       | 112  | 9.º  |
| 2002 | MotoGP | Yamaha   | JPN 6  | RSA 11 | ESP 9   | FRA 11  | ITA 14 | CAT 7  | NED 14  | GBR 8  | GER 7   | CZE 8  | POR Ret | BRA 8   | PAC 16  | MAL 7  | AUS 14  | VAL 8  |       | 92   | 10.º |
| 2003 | 250cc  | Yamaha   | JPN 8  | RSA 10 | ESP 8   | FRA 5   | ITA 7  | CAT 5  | NED Ret | GBR 9  | GER Ret | CZE 9  | POR 8   | BRA 5   | PAC 7   | MAL 7  | AUS 6   | VAL 11 |       | 119  | 9.º  |
| 2004 | 250cc  | Yamaha   | RSA 18 | ESP 10 | FRA 14  | ITA 16  | CAT 14 | NED 13 | BRA 14  | GER 16 | GBR 8   | CZE 16 | POR Ret | JPN 13  | QAT Ret | MAL 10 | AUS 15  | VAL 8  |       | 41   | 15.º |
| 2005 | MotoGP | Moriwaki | ESP -  | POR -  | CHN -   | FRA -   | ITA -  | CAT -  | NED -   | USA -  | GBR -   | GER -  | CZE -   | JPN Ret | MAL -   | QAT -  | AUS -   | TUR -  | VAL - | 0    | -    |
| 2006 | MotoGP | Kawasaki | ESP -  | QAT -  | TUR -   | CHN -   | FRA -  | ITA -  | CAT -   | NED -  | GBR -   | GER -  | USA -   | CZE -   | MAL -   | AUS -  | JPN Ret | POR -  | VAL - | 92   | 14.º |

| Color     | Resultado                                                               |
| --------- | ----------------------------------------------------------------------- |
| Oro       | Ganador                                                                 |
| Plata     | 2.ª plaza                                                               |
| Bronce    | 3.ª plaza                                                               |
| Verde     | Finalizó en los puntos                                                  |
| Azul      | Finalizó sin puntos                                                     |
| Azul      | NC - No clasificado                                                     |
| Violeta   | Ret - No terminó (Carrera)                                              |
| Rojo      | DNQ - No se clasificó                                                   |
| Negro     | DSQ - Descalificado                                                     |
| Blanco    | DNS - No empezó (carrera)                                               |
| Blanco    | WD - Retirado (fin de semana)                                           |
| Blanco    | C - Carrera cancelada                                                   |
| Sin color | DNP - Inscrito pero no participó                                        |
| Sin color | INJ - Lesionado                                                         |
| Sin color | EX - Excluido                                                           |
| Estado    | Resultado                                                               |
| Negrita   | Pole position                                                           |
| Cursiva   | Vuelta rápida                                                           |
| †         | Abandona, pero clasifica al completar el porcentaje requerido para ello |